# Neil Jordan
Neil Patrick Jordan, född 25 februari 1950 i Sligo, är en irländsk filmregissör, manus-, roman- och novellförfattare.
Jordan är prisbelönad författare till ett flertal uppmärksammade romaner och novellsamlingar. Nästan alla hans berättelser utspelar sig på Irland och de flesta rör ämnena barn, familjerelationer och barndomsminnen.

## Biografi
Som regissör debuterade Jordan med filmen Angel - sista natten (1982), där huvudpersonen spelades av Stephen Rea som han arbetat flera gånger med. År 1994 regisserade han En vampyrs bekännelse med Tom Cruise, Christian Slater och Brad Pitt i huvudrollerna, efter Anne Rices roman med samma titel. Filmen fick dock kritik för att den inte riktigt kunde spegla atmosfären i boken. Han har även gjort film av böckerna The Butcher Boy och Breakfast on Pluto, författade av Patrick McCabe.
BBC producerade 1981 en tio avsnitt lång dramaserie för TV kallad The Borgias. Den skildrar händelser från 1492, då Rodrigo väljs till påve, fram till Cesare Borgias våldsamma död 1507. 2011 skapade Neil Jordan TV-serien The Borgias baserad på historien.

## Filmografi i urval
- 1982 – Angel - sista natten (manus och regi)
- 1984 – Vargarnas natt (manus och regi)
- 1986 – Mona Lisa  (manus och regi)
- 1988 – Snacka om spöken (regi)
- 1989 – Änglar på rymmen (regi)
- 1992 – The Crying Game (manus och regi)
- 1994 – En vampyrs bekännelse (regi)
- 1996 – Michael Collins (manus och regi)
- 1998 – The Butcher Boy (manus och regi)
- 1999 – In Dreams (manus och regi)
- 1999 – Slutet på historien (manus och regi)
- 2002 – The Good Thief (manus och regi)
- 2005 – Breakfast on Pluto (manus och regi)
- 2007 – The Stranger Inside (regi)
- 2009 – Ondine (manus och regi)
- 2011 – The Borgias (skapare samt vissa avsnitt regi och manus)
- 2012 – Byzantium (regi)